# 中興鉱業
中興鉱業株式会社 （ちゅうこうこうぎょう）は、九州長崎県等において石炭の採掘を行う炭鉱経営を行って来た鉱山会社である。
中興鉱業㈱の炭鉱の一部は1920年(大正9年)長崎県北松浦郡福島町(現、長崎県松浦市福島町)に村井鉱業㈱が炭鉱を開坑して始まる。
1927年(昭和2年)に村井鉱業㈱を野上鉱業㈱が買収し、更に1935年(昭和10年)沖ノ山炭鉱㈱(現、UBE (企業):元社名宇部興産㈱2022年改称)が買収し、1944年(昭和19年)に筑豊御三家の1人と云われる中島徳松が1936年(昭和11年)創業し、経営して居る中島鉱業㈱が買収した。
またその途中の1937年(昭和12年)に、現在の同社(中興鉱業㈱及び中興化成工業㈱)を創業したとされる木曾重義が、木曾鉱業㈱を設立して、当時黒いダイヤモンドと呼ばれて居た石炭の採掘を、福岡県や長崎県を中心に行う鉱山の経営を開始して、一時代を築いた。
木曾重義は九州石炭鉱業会や、全国組織の日本石炭鉱業会を設立し、政府との交渉等にも当たった。
その後第2次世界大戦の好景気後に、中島鉱業㈱は資金不足に陥り、鉱員のストライキも重なって、経営難に陥って居た。
木曾鉱業㈱が同業種の中島鉱業㈱を1955年(昭和30年)に救済として吸収合併し、社名を中興鉱業㈱に改称して、会社組織を変更した。合併後の新会社の社名の由来は、中島鉱業㈱の再興と、全社員の中興の意味で名付けたと云う。これ以来、設備投資を行って行き、生産性の向上推進を実施した。経営効率の良さから、この後中興鉱業㈱は、同様な最新型の立坑櫓を擁する立坑を建設する、北海道の羽幌炭礦鉄道㈱と対比され｢西の中興、北の羽幌か｣と云われていた。
福島の島内には鯛ノ鼻鉱業所、徳義鉱業所、福島鉱業所の3鉱業所を設け、また九州本土松浦市調川(つきのかわ)にて江ロ鉱業所等があり石炭の採掘を行う。
調川の江ロ鉱業所についても、中島鉱業㈱が経営して居り、資金難の時に周囲に助けられ、中興鉱業㈱に合併後、拡声器等を付近の学校に寄贈した。
1958年(昭和33年)5月8日に、地下水突出事故が起き水没した事もある。
この中の福島鉱業所には、1961年(昭和36年)7月に立坑を完成し、立坑櫓は最新式であった櫓の最上部6階の捲揚室内にケーペ式捲揚機が据えられ、ケーペプーリも最上部室内に有る全天候対応のタワーマシン(塔櫓捲；ワインディングタワー)型立坑櫓の進化形式のビルディングタワータイプの立坑櫓を、国内で初めて完成させた。
前期型のタワーマシン(ワインディングタワー)であるハンマーコップフ(ドイツ語でハンマーヘッド)タイプは、三井三池炭鉱四ツ山第一立坑櫓、海軍炭鉱志免立坑櫓の2つが戦前に建設されて居た。後期型はこの後北海道の苫前郡羽幌町に羽幌炭礦鉄道㈱羽幌鉱業所羽幌本坑に羽幌運搬立坑櫓が建設されて終了している。
立坑は国内900の建設中、この最新式の立坑櫓は僅か2棟(基)に止まった。戦前の同形式の前期型と併せても、国内では僅か4基(棟)に止まった。
九州本土である対岸に、福島鉱業所，今福第二立坑と立坑櫓が設置された。
⚫福島鉱業所
◉福島第一立坑仕様構造。
➊立坑本体SPEC。
立坑；コンクリート巻き，鉄筋入り。
立坑Size；∅5600㎜/深さ360m。
➋立坑櫓SPEC。
立坑櫓捲揚塔形式；6階建塔櫓捲(タワーマシン，ワインディングタワー)式。
立坑櫓Size；塔屋幅15,3m，塔屋奥行14,0m，塔屋高さ40m。
立坑櫓附属機器；6階捲揚室乗用/点検用エレベータ設置。
立坑櫓点検機器；機器据付け用天井移動起重機(15t)設置。
立坑櫓材質；鉄骨鉄筋コンクリート製。
立坑捲揚機運転台；2箇所設置，6階(直視認運転)及び2階(監視カメラ画像に依るモニタ画面視認運転)。
➌立坑櫓捲揚機SPEC。
捲揚電動機；日立製作所㈱形式2KSｰNPAP，出力750㎾。
捲揚速度；600m/min。
捲揚距離；最大366,5m。
ケーペプーリ；∅3500㎜(6階設置)。ガイドプーリ(5階設置)付き。
ワイヤーロープ；∅36㎜×4本(メインロープ2本，テールロープ2本)。
駆動方式；電動機直結方式。
制御方式；低周波制御，自動運転。
制動方式；圧縮空気方式，両抱き制動シュー圧着形。
➍附属機器。
捲揚電動機，ケーペプーリ監視モニタカメラ設置；階下(2階)運転台使用時確認モニタ画面兼用。
ケージ；2段デッキケージ、運搬重量/回,2㎥，炭車各1，2輛積，定員各20，40名。2籠設置。
検車装置構成；坑口，坑底各積換装置，各レベル検車装置一式。
ケージガイド方式；ワイヤロープ式、ワイヤーロープ10本。
設計製造施工；日立製作所㈱1964年7月完成。
❺今福第2立坑；立坑深度600m。
立坑櫓形式；ランドワインディング形式。
開坑；1966年。
完成；1968年。
高度経済成長が起きると、主要エネルギーは安価な海外炭と、石油に移行したため、炭鉱は1976年迄に閉山するに至る。
既に閉山した跡地は、出光興産㈱、日本石油㈱のコンビナートにされ、現在は九州液化瓦斯福島基地㈱の液化天然ガスの貯留設備であるため、立坑櫓等の施設は全て解体撤去されて現存しない。
炭鉱経営後期には、木曾重義が1963年中興ファイバー社を起こし、同社がアメリカダッジファイバー社からフッ素樹脂加工専門工業技術を導入し設立し、日本ダッジファイバーズ㈱に社名改称しフッ素樹脂加工工業を行い中興鉱業㈱の炭鉱閉山後に、日本ダッジファイバーズ㈱は1977年に社名を中興化成工業㈱と社名改称して操業中である。
所在地と遺産
松浦市福島町塩浜免58ｰ1に福島鉱業所が存在していた。旧福島鉱業所跡地は、液化天然瓦斯の基地で、立ち入りは出来ない。が、隣接する福島町塩浜免2993ｰ88に、松浦市立福島歴史民俗資料館が松浦市立福島図書館の2階に併設されて居り、同社（中興鉱業㈱）の多くの資料が展示公開されている。
なお、一部の資料は、当時の福島町には寄託するべく資料館が存在しなかった事で、石炭鉱業事業を廃止しフッ素化学工業に完全転換し日本ダッヂファイバー㈱を中興化成工業㈱に社名変更し、中興鉱業㈱は消滅させるために、社員教育用の精密立坑及び立坑櫓の模型。説明解説、銘板等一式は、すでに福岡県直方市に所在して居た直方市石炭記念館に寄贈し、此方で現在展示公開が行われている。
交通
JR筑肥線　伊万里駅前から西肥バス伊万里-波多津-福島線，福島支所前(松浦市役所・福島港)行き乗車。福島福祉センター前降車。徒歩1分(ただし消防署の裏で見えないので注意。)。
松浦鉄道㈱西九州線　福島ロ駅。　徒歩で浦ノ崎港へ、福島渡船で福島港（福島支所）へ。西肥バスの伊万里-波多津-福島線の伊万里駅前行きで、停留所1つで、松浦市立福島図書館及び併設する松浦市立福島歴史民俗資料館が隣接する、福島福祉センター前のバス停留所である。